# Carex mairei
Carex mairei là một loài thực vật có hoa trong họ Cói. Loài này được Coss. & Germ. mô tả khoa học đầu tiên năm 1840.